# Aït Smaïl
Aït Smaïl (em árabe: ايت اسماعيل) é uma comuna localizada na província de Bugia, Argélia. Segundo o censo de 2008, a população total da cidade era de 11 783 habitantes.